# Perfluorhexan
Perfluorhexan (systematicky tetradekafluorhexan) je organická sloučenina se vzorcem C6F14, perfluorovaný uhlovodík odvozený od hexanu; používá se jako chladivo a v lékařství jako kontrastní látka.

## Rozpouštění kyslíku
Jelikož je perfluorhexan biologicky a chemicky netečný, tak se zkoumají jeho možná lékařská využití. Podobně jako ostatní perfluorované uhlovodíky rozpouští plyny, včetně vzdušného kyslíku, lépe než běžná organická rozpouštědla. Slabé mezimolekulové síly v molekulách perfluorhexanu poskytují dostatečný „prostor“ pro zachycení molekul plynů. Po ponoření do okysličeného perfluorhexanu mají zvířata dostatek kyslíku, aby mohla dále dýchat. Tato vlastnost se využívá při léčbě popálenin, kdy se plíce popálených plní parami perfluorhexanu nebo i kapalným perfluorhexanem, což umožňuje dále dýchat bez potíží spojených s otoky plic, jež se někdy objevují v plicích lidí popálených například po vdechování horkého kouře.
Výzkum částečného dýchání kapaliny byl vydatně provozován zejména v 90. letech 20. století a na začátku 21. století, perfluorhexan a další perfluorované uhlovodíky ale nevykázaly žádné významné zlepšení stavu pacientů.